# Arachniodes pubescens
Arachniodes pubescens là một loài thực vật có mạch trong họ Dryopteridaceae. Loài này được (L.) Proctor miêu tả khoa học đầu tiên năm 1982.